# Elbow
Elbow — британская инди-группа, образованная в Манчестере в 1990 году и исполняющая психоделический брит-поп с элементами прог-рока (участники группы называли свой стиль «прог без соло») и ироничными, умными текстами фронтмена Гая Гарви. С момента выпуска дебютного альбома Elbow пользовались поддержкой музыкальной критики: Журнал Under The Radar называл их «самой умной группой Британии», NME счел третий альбом «шедевром». «Они человечны там, где Radiohead непонятны, сложны там, где Coldplay банальны», — писал Uncut. Среди музыкантов, относящих себя к числу поклонников Elbow, — участники U2, R.E.M., Blur, а также Джон Кейл, включивший их трек в восьмёрку своих любимых песен всех времён.
Четвёртый альбом группы, The Seldom Seen Kid (вышедший 17 марта 2008 года) был восторженно встречен критикой и вошёл в первую пятёрку UK Albums Chart. С ним группа в июле 2008 года получила свою вторую номинацию на Mercury Prize, а 9 сентября 2008 года — и саму премию (в 20 тысяч фунтов).

## История группы
История группы началась в 1990 году, когда гитарист Марк Поттер (англ. Mark Potter) пригласил Гая Гарви, как и он сам учившегося на шестом курсе колледжа в Бери, Манчестер), возглавить Mr Soft — квартет, в котором играли также барабанщик Ричард Джапп и басист Пит Тёрнер. Вскоре ансамбль сократил название до Soft и стал квинтетом: в состав вошёл клавишник Крэйг Поттер (брат Марка). В 1997 году, в третий раз переименовавшись, Elbow подписали контракт с Island Records.
Записанный продюсером Стивом Осборном дебютный альбом выпущен не был: Island был куплен Universal и новые хозяева отказались от услуг малоизвестных исполнителей. После того, как подписанный в 1998 году контракт с EMI был прерван по истечении лишь двух месяцев, группа перешла на культовый инди-лейбл Uglyman, который выпустил три EP: Noisebox, Newborn и Any Day Now. Материал этих пластинок тут же вошёл в плей-лист BBC Radio 1 — так группа стала известна в Британии. Дебютный альбом Asleep in the Back, вышедший в 2001 году на V2, был единодушно объявлен прессой одним из фундаментальных релизов нового века
 и номинирован на Mercury Music Prize. Elbow также оказались в числе номинантов Brit Awards.
Второй альбом, Cast of Thousands (название относится к памятному выступлению на фестивале Гластонбери в 2002 году, когда группа заставила зрителей петь хором: «We still believe in love, so fuck you») утвердил их в роли новаторов на брит-поп-сцене. В 2004 году Elbow провели неофициальное кубинское турне, став первым британским ансамблем, которому удалось выступить за пределами Гаваны. Тур был заснят британским документалистом Иршадом Ашрафом и вышел короткометражным фильмом.
Новаторский подход к студийной работе привёл к росту популярности Гарви-продюсера: он записал альбомы групп Editors и I Am Kloot, стал активно сотрудничать с независимым манчестерским лейблом Skinny Dog Records. Свой третий альбом Leaders of the Free World группа спродюсировала самостоятельно в салфордской Blueprint Studios, одноимённый DVD записав в сотрудничестве с The Soup Collective. В 2005 году Elbow предложили трек «Snowball» для благотворительного альбома Help: a Day in the Life (в поддержку организации War Child). Ранее не выпускавшаяся песня «Beat For Two» вошла в саундтрек к фильму «Inside I’m Dancing». Акустическая версия «Independent Women» (Destiny's Child), записанная исключительно для BBC Radio 1, усилиями Джоэла Вейча была превращена в популярный в Интернете музыкальный мультфильм с поющими котятами.
18 марта 2008 года вышел четвёртый студийный альбом группы The Seldom Seen Kid (синглами из которого вышли «One Day Like This» и «Grounds for Divorce»). «Парень», которому посвящён если не весь альбом, то его заголовок (а также бонус-трек) — Брайан Глэнси, манчестерский автор-затворник, друг группы, скоропостижно скончавшийся в 2006 году. NME (в четвёртый раз подряд) дал альбому Elbow оценку 9/10. Рецензенты отметили, что группа обогатила свой стиль новыми мотивами (электроникой — в «Starlings», фламенко — в «The Bones Of You») и звучанием духовой секции, даже собственные стандарты эпической грандиозности превысив в «The Loneliness Of A Tower Crane Driver». Вызвал интерес также трек «The Fix», в котором Гарви спел дуэтом с Ричардом Хоули.
9 сентября 2008 года за альбом The Seldom Seen Kid группа получила Mercury Prize. На церемонии вручения Гарви признался, что победа явилась для него сюрпризом и он «…десять фунтов поставил на Radiohead».
Работу над следующим альбомом группа начала в январе 2010 года; основными темами его песен стали ностальгические воспоминания о детстве и семье, размышления о неустроенности человека в современном мире. Несколько раз, испытывая затруднения с текстами, Гарви отправлялся к Питеру Гэбриелу в Real World Studios, чтобы поделиться мыслями и получить совет. В целом фронтмен группы отметил, что процесс создания пластинки был сравнительно лёгким и беззаботным: впервые над музыкантами не довлел груз больших ожиданий. Релиз пятого студийного альбома Elbow Build a Rocket Boys! намечен на 7 марта.
30 сентября 2013-го на странице группы в Facebook появилось сообщение о том, что шестой студийный альбом, не имеющий на данный момент названия, увидит свет 10 марта 2014 года. Запись ведется на средства участников группы в Bulletprint Studios, что в Сэлфорде. В этой студии были записаны три предыдущие альбома группы.
22 марта 2016 г. Elbow официально объявили о том, что барабанщик Ричард Джапп ушёл из группы. Он являлся участником коллектива 25 лет. На 2017 год намечен релиз нового лонгплея группы, в записи которого Джапп принимать участия не будет.
Барабанщик заявил, что ему придётся покинуть группу, чтобы больше времени уделять своей школе игры на ударных и различным благотворительным проектам.
В официальном заявлении группы говорится:
Elbow сегодня объявили о том, что барабанщик Ричард Джапп покидает группу, чтобы сосредоточиться на работе над другими проектами, в его планы в том числе входит расширение своей школы игры на ударных и проведение семинаров по всей Великобритании. Ричард также продолжит поддерживать благотворительные проекты. Он был членом нашей команды 25 лет, Гай, Пит, Марк и Крэйг хотят пожелать удачи своему товарищу в его работе. В настоящее время группа Elbow работает над материалом для нового лонгплея, который должен увидеть свет в 2017 году

### Гай Гарви
В течение последних лет, Гай Гарви стал популярной и авторитетной фигурой в британском музыкальном бизнесе, не в последнюю очередь благодаря откровенным, подчас нелицеприятным высказываниям, касавшимся политических и общественных проблем. Начиная с 2006 года он ведёт «Guy Garvey’s Finest Hour», собственную двухчасовую программу на Radio 6, в которой комментирует события прошлого и настоящего в рок-музыке и не только.
Гарви ведёт также колонку в манчестерском издании журнала Time Out и курирует MAG (Mines Advisory Group), манчестерскую благотворительную организацию, которая поддерживает кампанию по обезвреживанию мин и снарядов во всем мире. Гарви записал в качестве продюсера альбом I Am Kloot Natural History и сотрудничает (как соавтор) с Massive Attack.
В 2015 году Гарви выпустил сольный альбом Courting the Squall.

## Elbow в популярной культуре
- Песня «Ground for Divorce» открывает 6-й сезон культового сериала House M.D., является заглавной темой превью-ролика 12 сезона Британского Top Gear, вошла в саундтреки видеоигр Colin McRae DiRT 2 и Driver: San Francisco, а также использовалась в рекламном ролике компьютерной игры Left 4 Dead.
- Композиции «Fallen Angel» и «I’ve got your number» используются в скандально известном фильме «9 песен»
- Песня «The Night Will Always Win» исполняется во вступительном ролике одной из частей популярной компьютерной игры Call of Duty: Black Ops II .

## Дискография

### Студийные альбомы
- Asleep in the Back (2001, #14 UK)
- Cast of Thousands (2003, #7 UK)
- Leaders of the Free World (2005, #12 UK)
- The Seldom Seen Kid (2008, #5 UK)
- Build A Rocket Boys! (2011, #2 UK)
- The Take Off And Landing Of Everything (2014)
- Little Fictions (2017)
- Giants of All Sizes (2019)
- Flying Dream 1 (2021)
- Audio Vertigo (2024)

### Сборники
- Dead in the Boot (2012), #4 UK}

### EP
- The Noisebox EP (1998)
- The Newborn EP (2000)
- The Any Day Now EP (2001)
- Grace Under Pressure EP (2004)
- Lost Worker Bee EP (2015)

### Синглы
- «Red» (2001, #36)
- «Powder Blue» (2001, #41)
- «Newborn» (2001, #42)
- «Asleep in the Back» (2002, #19)
- «Ribcage» (2003)
- «Fallen Angel» (2003) #19
- «Fugitive Motel» (2003, #44)
- «Not a Job» (2004, #26)
- «Forget Myself» (2005, #22)
- «Leaders of the Free World» (2005, #53)
- «Grounds for Divorce» (2008, #19)
- «One Day Like This» (2008, #35)
- «The Bones of You» (2008)
- «Neat Little Rows» (2011, #108)
- «Open Arms» (2011, #163)
- «Lippy Kids» (2011)
- «New York Morning» (2014)